# 형초세시기
형초세시기(荊楚歲時記)는 6세기와 7세기 화중 지역의 축제에 대한 설명이다. 이 책은 6세기 중반 종름의 형초기의 개정 및 주석판으로, 수나라 또는 당나라 초(7세기 초)에 두공첨이 편찬했다. 원본 기록은 현재 유실되었고, 징추 세시지의 원본 텍스트 또한 유실된 것으로 보인다. 현재 판본은 다른 작품에서 발췌한 단편들을 통해 명나라와 청나라 학자들이 텍스트를 복원하려는 다양한 시도로 구성되어 있다.

## 역사
종름 (宗懍, 쭹 린, w Tsung Lin; 서기 498–561)은 후베이 장링으로 이주한 난양 출신으로, 양나라 시대에 자신의 징추 기록을 저술했다. 그는 554년에 장안으로 이주한 후에 이 책을 썼을 가능성이 높다. 징추 세시지와 다른 단편들을 제외하면 원본 텍스트는 현재 유실되었다.
그의 조카 두태경 (t 杜臺卿, s 杜台卿, 두 타이칭, w Tu T‘ai-ch‘ing; 출생  536c.)은 종름의 저작을 참고하여 581년 직후 자신의 계절 달력인 보물 양초의 보전 (t 《玉燭寶典》, s 《玉烛宝典》, 위주 바오뎬, w Yü-chu Pao-tien)을 편찬했다. 이 책은 14세기경의 것으로 추정되는 미완성 일본어 필사본으로 남아 있다.
그의 조카 두공첨 (杜公瞻, 두 공잔, w Tu Kung-chan; 590년 이후 사망)은 수나라 말기 또는 당나라 초기에 보물 양초를 사용하여 종름의 텍스트를 개정하고 주석을 달았다. 두공첨의 가족은 볼링 (아마도 허베이 딩저우) 출신이었으며, 그의 주석 중 일부는 북중국에서의 축제 풍습 차이에 관한 것이다. 이 작품의 원본 텍스트—여기서 종름의 텍스트와 두공첨의 수정 사항을 구별하기가 때때로 어렵다—는 송나라 (10세기–13세기) 시대에 유실된 것으로 보인다. 현존하는 작품의 판본들은 크게 다르며, 명나라와 청나라 (14세기–20세기) 시대에 예문유취와 태평어람과 같은 다른 출처의 단편들로부터 작품을 재구성하려는 시도로 보인다. 두공첨은 현령으로 안양에서 재직 중 사망했다.

## 내용
징추는 과거 초나라의 영토로 여겨졌던 지역으로, 현재는 주로 후베이성과 후난성의 양쯔강 중류 지역에 해당한다. 세시지는 6세기 중반부터 7세기 초반까지, 수나라의 건국과 멸망이라는 혼란 속에서 그리고 당나라의 안정과 위대함이 시작되기 직전의 주요 축제에 대한 주석이 달린 기록이다. 현존하는 약 37개의 단락은 중국 문학 자료를 인용하여 당시 이해되던 축제의 역사를 개략적으로 설명한다. 일부는 신과 전설적인 조상으로, 다른 일부는 농업 리듬으로, 또 다른 일부는 역사적 인물이나 사건으로 거슬러 올라간다. 이 작품에는 질병, 신체 기능, 결혼, 출산, 춤, 그리고 악령 퇴치와 관련된 불규칙적으로 관찰된 의식과 축하 행사도 포함되어 있다.
중요하게도, 징추 세시지는 종교적 및 역법적 변화가 주요 축제의 "새로운 규범"으로 이어지면서 변화하는 중국의 의식, 음식, 그리고 오락을 기록한다. 춘절, 원소절, 한식, 단오, 칠석, 백중날, 그리고 중양절은 모두 징추 세시지가 편찬되기 전의 시기(후한 말부터 육조 시대까지)에 현재의 형태를 대부분 갖추었다. 칠석과 중양절은 후한 이후로 간지의 오래된 육십갑자 대신 월별 날짜 사용이 증가했음을 반영한다. 마찬가지로, 새로운 계산법은 정월 축제에 더 큰 중요성을 부여했으며, 이는 동지 이후 12월에 열렸던 오래된 대중적인 "새해" 랍제와 구마의 특징을 추가했다.
징추 세시지는 "견우직녀 설화" 이야기와 장건의 마법 뗏목을 결합한 최초의 자료 중 하나이다. 마찬가지로, 육조 시대 말기의 징추 세시지 판본은 백중날, 즉 음력 7월 15일에 열리는 불교 공휴일에 대해 언급하는 몇 안 되는 당대 자료 중 하나이다. 이 공휴일은 제자 목건련이 죽은 어머니를 아귀 상태에서 해방시키기 위해 시작되었다고 전해진다. 종름은 위경인 우란분경을 인용하고 당시의 공휴일을 묘사했다: 사람들은 절에 꽃, 깃발, 그리고 발우를 바치고 승려와 비구니와 함께 북을 치고 노래를 불렀다.
종름의 한식 부분에 대한 두공첨의 주석은 이 축제가 봄 마지막 달 동안 수도에서 불을 금지하는 오래된 주나라 의식에서 유래했다는 생각을 뒷받침한다. 하지만 이는 축제가 원래 동지 무렵에 지켜졌고 한나라 때까지 그렇게 계속되었다는 사실을 몰랐기 때문에 파생된 것이다.

## 판본
징추 세시지의 가장 좋은 판본은 모리야 미쓰루의 '중국 고세시기 연구'의 일부로 편찬된 것이다. 이 책은 투르반에 의해 독일어로 번역되었으며, 모리야 외 여러 사람에 의해 일본어로 번역되었는데, 여기에는 유용한 주석이 포함되어 있다.

## 유산
징추 세시지는 당나라와 송나라 시대 내내 중국의 계절과 축제에 관한 저술에 매우 큰 영향을 미쳤으며, 다른 어떤 고전이 아닌 텍스트보다도 훨씬 더 많이 인용되었다.
이 책은 때때로 한국의 팥죽 및 세주가 된 음료와 관련된 전통에 대한 가장 초기 참고 자료로 평가받는다. 새해 무렵 팥죽을 먹는 것은 공공의 사악한 아들이 퍼뜨리는 질병—특히 천연두—을 막기 위해 중국에서 흔한 일이었다. 이 풍습은 고려 시대에 한국으로 전파되어 설날 축하의 일부로 계속되었다.

## 같이 보기
- 중국의 전통 축제
- 중화인민공화국 및 중화민국의 공휴일

## 내용주
1. ↑  여기에 포함되는 것들은 징(Jing)과 추(Chu) 지역의 연례 및 계절 풍습 기록[1], 징추의 연중 및 계절 기록[2][3], 징추 지역의 현지 상황 및 풍습 기록[4], 징추의 연례 및 계절 풍습 기록[5], 징추 지역의 축제 및 계절 풍습[6], 징추 지역의 계절별 축제 풍습[7], 그리고 징추 지역의 계절 활동 기록[8]이다.
2. ↑  종름은 500년경에 태어나 63년을 살았다고 알려져 있다.[9] 채프먼은 일부 학자들이 그의 생몰년을 502–565년으로 본다고 언급한다.[3]
3. ↑  홀츠만은 종름이 가족의 더 북쪽 지방 출신에도 불구하고 그의 전 생애를 장링에서 보냈다고 주장한다.[13]
4. ↑  모리야는 1615년 판본이 원본 텍스트의 불완전한 사본을 보존하고 있다고 주장하며 이에 이의를 제기한다.[15]

### 인용
1. 1 2  Wang (1990), 98쪽.
2. 1 2 3  Hureau (2010), 1238–9쪽.
3. 1 2 3 4 5  Chapman (2014), 468쪽.
4. 1 2  Deng (1998), 67쪽.
5. ↑  Saitō (2015), 45쪽.
6. 1 2 3  Theobald (2010).
7. 1 2  EKSC (2014), 45쪽.
8. ↑  Tian (2005), 262쪽.
9. ↑  Holzman (1986), 60쪽.
10. 1 2  Chittick (2009), 168쪽.
11. 1 2  Park (2015), 266쪽.
12. ↑  Chapman (2014), 482쪽.
13. 1 2 3 4  Holzman (1986), 61쪽.
14. 1 2 3  Chapman (2014), 483쪽.
15. 1 2 3 4 5 6 7  Chapman (2014), 469쪽.
16. ↑  Xiong (2017), "Boling" & "Dingzhou".
17. ↑  《Book of Sui》 58, §§1421–2. (중국어)
18. ↑  Chapman (2014), 487쪽.
19. ↑  《Rites of Zhou》, §36. (중국어)
20. ↑  Holzman (1986), 56쪽.
21. ↑  Moriya (1963), 320–92쪽.
22. ↑  Turban (1971).
23. ↑  Moriya & al. (1978).
24. ↑  Chapman (2014), 470쪽.
25. ↑  EKFB (2014), 262쪽.

### 참고 문헌
- 〈Seol: Food: Seju〉, 《Encyclopedia of Korean Seasonal Customs》, Encyclopedia of Korean Folklore and Traditional Culture, Vol. I, Seoul: National Folk Museum of Korea, 2014년 10월 30일, 44–5쪽, ISBN 978-8992128926.
- 〈Patjuk〉, 《Encyclopedia of Korean Folk Beliefs》, Encyclopedia of Korean Folklore and Traditional Culture, Vol. II, Seoul: National Folk Museum of Korea, 2014, 262–3쪽, ISBN 9788928900572.
- Chapman, Ian (2014), 〈Festival and Ritual Calendar: Selections from Record of the Year and Seasons of Jing-Chu〉, 《Early Medieval China: A Sourcebook》, New York: Columbia University Press, 468–493쪽, ISBN 978-0-231-15987-6.
- Chittick, Andrew (2009), 《Patronage and Community in Medieval China: The Xiangyang Garrison, 400–600 CE》, 올버니: State University of New York Press, ISBN 978-1-4384-2897-0.
- Deng Guanghua (1998), 〈Nuo—Culture and Music: Traces of Chinese Primitive Music in Nuoyi and Nuoxi〉, 《Musical Performance, Vol. 2, No. 1: Tradition and Change in the Performance of Chinese Music》, Singapore: Overseas Publishers Association, 57–68쪽, ISBN 9789057550409.
- Holzman, Donald (June 1986), 〈The Cold Food Festival in Early Medieval China〉, 《Harvard Journal of Asiatic Studies》 46 (1), 케임브리지: Harvard University Press, 51–79쪽, doi:10.2307/2719075, JSTOR 2719075.
- Hureau, Sylvie (2010), 〈Buddhist Rituals〉, 《Early Chinese Religion, Pt. II: The Period of Division (220–589 AD), Vol. II》, Handbook of Oriental Studies, Sect. 4: China, Leiden: Koninklijke Brill, 1207–1244쪽, ISBN 978-90-04-16835-0.
- Moriya, Mitsu (1963), 《《中国古歲時記の研究》 [Chūgoku Ko Saijiki no Kenkyū, A Study of China's Old Seasonal Records]》, Tokyo: Teikoku Shoin. (일본어) & (중국어)
- Moriya, Mitsu;  외. (편집.), 《荊楚歲時記 [Keiso Saijiki]》, Tokyo: Heibonsha. (일본어)
- Park, Chan-il (Winter 2015), 〈Gourmet's Delight: Dongji Patjuk: Red Bean Porridge for Warmth in Coldest Winter〉, 《Koreana, Vol. 29, No. 4: Legacies of Seowon, Neo-Confucian Academies of the Joseon Dynasty》, 한국국제교류재단, ISBN 9791156041573.
- Saitō, Tsuyoshi (2015), 〈The Formation of the Term Shakai (Society)〉,   Fogel, Joshua A., 《The Emergence of the Modern Sino-Japanese Lexicon》, East Asian Comparative Literature and Culture, No. 7, Leiden: Koninklijke Brill, 29–80쪽, ISBN 978-90-04-29051-8.
- Theobald, Ulrich (2010), 〈Jing-Chu Suishi Ji〉, 《China Knowledge》, Tübingen.
- Turban, Helga (1971), 《Das Ching-Ch'u Sui-Shih Chi, ein Chinesischer Festkalender [The Jingchu Suishiji, a Chinese Festival Calendar]》, Augsburg: Dissertationsdruck W. Blasaditsch. (독일어)
- Tian Xiaofei (2005), 《Tao Yuanming & Manuscript Culture: The Record of a Dusty Table》, Seattle: University of Washington Press, ISBN 978-0-295-99134-4.
- Wang Shi-fu (1990), 《The Story of the Western Wing》, Berkeley: University of California Press, ISBN 9780520916739.
- Xiong, Victor Cunrui (2017), 《Historical Dictionary of Medieval China》, 래넘: Rowman & Littlefield, ISBN 9781442276154.